# العواونة
قرية العواونة هي إحدى القرى التابعة لمركز أهناسيا في محافظة بني سويف في جمهورية مصر العربية. حسب إحصاءات سنة 2006، بلغ إجمالي السكان في العواونة 10785 نسمة، منهم 5482 رجل و5303 امرأة.